# Rhapidostreptus auriculobus
Rhapidostreptus auriculobus är en mångfotingart som först beskrevs av Chamberlin 1927.  Rhapidostreptus auriculobus ingår i släktet Rhapidostreptus och familjen Spirostreptidae. Inga underarter finns listade i Catalogue of Life.